# Jean Brück
Jean François Julien Brück (Verviers, 4 juli 1918 - Brussel 28 april 1986) was een Belgisch syndicalist en bestuurder.

## Levensloop
Bruck werd in 1933 lid van de Jeunesse ouvrière chrétienne (JOC), waarvan hij in 1939 penningmeester werd. Tijdens de Tweede Wereldoorlog was hij actief in Socrates.
Na zijn huwelijk in 1947 trad hij in dienst van de ACV-vakcentrale CNE, alwaar hij in 1951 aangesteld werd als algemeen secretaris. In 1957 ging hij op verzoek van August Cool naar Belgisch Congo, alwaar hij medestichter van ACV-Kongo was. Na de omvorming van deze vakbond ten gevolge van de Afrikanisering in de Union des Travailleurs Congolais (UTC) keerde hij in 1961 terug naar België.
Vervolgens werd hij werkzaam voor het Internationaal Christelijk Vakverbond (ICV), die onder zijn bestuur in 1968 werd omgevormd tot Wereldverbond van de Arbeid (WVA). Hij volgde als secretaris-generaal van deze vakbondsfederatie zijn landgenoot August Vanistendael op, zelf werd hij in deze hoedanigheid in 1976 opgevolgd door de Pool Jan Kułakowski. Vervolgens ging hij aan de slag op het internationaal departement van het ACV. 